# Walenik mały
Walenik mały, wieloryb mały, wal karłowaty, południowy wieloryb właściwy karłowaty, wieloryb biskajski karłowaty (Caperea marginata) – słabo poznany gatunek ssaka, walenia z grupy fiszbinowców, jedyny obecny przedstawiciel podrodziny walenikowatych zgrupowanej w obrębie obejmującej szereg wymarłych taksonów rodziny Cetotheriidae. Osiąga 5,9–6,5 m długości, ustępując wielkością większości fiszbinowców. Cechuje się wygiętym pyskiem, opływowym, ale mniej okrężnym od walowatych kształtem ciała, głową stanowiącą jedną czwartą jego długości, na tyle tułowia ma płetwę grzbietową. Przednie kończyny przekształciły się w dość krótkie płetwy, którymi manewruje podczas pływania. Żywi się mezoplanktonem, zwłaszcza widłonogami. Zamieszkuje umiarkowane wody południowe. Rozmnażanie jest słabo poznane. Prawdopodobnie nie zagraża mu wyginięcie.

## Budowa
Walenik mały nie dorównuje rozmiarami większym fiszbinowcom, jak walowate. Długość ciała osiąga 590–650 cm; masa ciała 2850–3863 kg (samce są nieco mniejsze od samic). Długość badanych szkieletów dojrzałych osobników wynosiła średnio u samic 634 cm, natomiast u samców 610 cm. Długość płetw 66–90 cm, długość płetwy grzbietowej 21–35 cm, długość płetwy ogonowej 135–200 cm.
Głowa stanowi około jednej czwartej długości ciała, a więc proporcję bardziej nawiązującą do płetwalowatych niż do walowatych, których wielka głowa stanowi jedną trzecią długości ciała. Kształt ciała jest opływowy. Sylwetka jest pośrednia pomiędzy przedstawicielami dwóch wspomnianych rodzin (bardziej krępych walowatych i bardziej torpedowatych płetwalowatych). W przeciwieństwie do walowatych, a na podobieństwo płetwalowatych występuje płetwa grzbietowa, ulokowana w dwóch trzecich długości ciała, osiągająca długości 3–6% długości ciała.
Ciemna głowa nosi jaśniejsze, księżycowate znaczenia. Pysk jest łukowaty, jako że jama gębowa pomieścić musi fiszbiny. Mniejsze niż u walowatych, osiągają długość 88 cm, jest ich 213–265, zwieszają się z podniebienia, długie a wąskie, barwy białej, kremowej, czarnej, drobno strzępione (4–5 na mm), z ciemnym odgraniczeniem barwy brązowej czy szarej, od którego bierze się epitet gatunkowy, okolone od góry jasną linią dziąseł, dobrze widoczną nawet przy nieznacznym rozwarciu pyska. Nad pyskiem leżą dwa nozdrza w V-kształtnych szczelinach, przez które zwierzę potrafi wyrzucać strumień wody. Kierują się one na zewnątrz. Nie występują żadne modzelowatości charakterystyczne dla walenia. Zachowują się natomiast pojedyncze mieszki włosowe. O ile płód walenika ma jeszcze włosy, u dorosłych zachowują się same mieszki, a niekiedy i włosy. Szczęka ma ich do pięciu, żuchwa 4–5. Podczas rozwoju proporcje czaszki walenika małego pozostają względnie stałe; w konsekwencji dorosłe zwierzę pod ich względem przypomina osobniki młodociane, a nawet płody.
Pewne odmienności przedstawia kręgosłup walenika. Siedem kręgów szyjnych zrasta się ze sobą, ograniczając ruchomość szyi. Następnie następuje 18 kręgów piersiowych z żebrami o główkowatych głowach, więcej niż u innych waleni. Kręg lędźwiowy jest tylko jeden. Ciało wieńczy ogon zaopatrzony w rozdzieloną płetwę szerokości od 24 do 39% długości ciała. Karb pośrodkowo liczy 5–9 cm. Budowa wewnętrzna przedstawia pewne odmienności w porównaniu do walowatych. Wątroba jest względnie większa, zaś serce i płuca mniejsze, niż u walenia, co może wiązać się z odmiennym nurkowaniem. Samica ma parę sutków ulokowanych w szczelinach urogenitalnych. W pomiarze przeprowadzonym w zaawansowanej ciąży mierzyły 80–90 cm, nie produkując jeszcze mleka. Samiec natomiast dysponuje jądrami ważącymi 0,9–1 kg.
Przednie, czteropalczaste płetwy są dość krótkie. Mierzą od 6 do 17% długości ciała. Tak jak inne walenie, C. marginata używa ich raczej do manewrowania niż do nadawania pędu.

## Systematyka

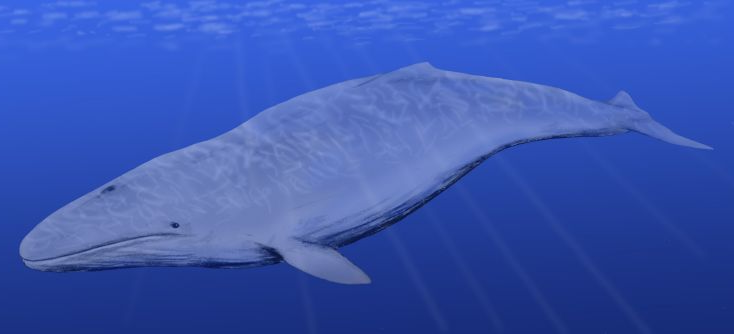
Niektóry autorzy zaliczali walenika do rodziny Cetotheriidae (typ nomenklatoryczny powyżej)

Gatunek opisany został po raz pierwszy przez Johna Edwarda Graya w 1846 roku pod nazwą Balaena marginata i zaliczany był do walowatych (Balaenidae) w podrodzaju Caperea w obrębie rodzaju Balaena. Jako miejsce typowe autor wskazał „Inhab. W. Australia”, uściślone przez A.N. Bakera w 1985 roku na umiarkowane wody półkuli zachodniej. Autorzy sugerowali się licznymi podobieństwami łączącymi te taksony, choćby dotyczącymi fiszbinów. W 1864 roku Gray opisywał kości ucha walenika, zaliczając je do opisanego wcześniej gatunku Balaena antipodarum, który zaliczył do pdorodzaju Caperea, sugerując się pomarszczoną powierzchnią kości bębenkowej. Później okazało się, że B. antipodrum stanowi młodszy synonim taksonu zwanego obecnie waleniem południowym (Eubalaena australis), a zilustrowane kości należą nie do niego, ale do osobnego rodzaju. W 1870 roku, kiedy to opisano po raz pierwszy czaszkę zwierzęcia, Gray wykorzystał to do stworzenia rodzaju Neobalaena. W rodzaju umieszczono gatunek N. marginata, który tenże autor po trzech latach nieudolnie zsynonimizował z Caperea antipodarum. Hector zwrócił mu uwagę na pierwszeństwo Caperea, co Gray zignorował, preferując Neobalaena, a w ślad za nim poszli kolejni autorzy. Nazwa Neobalaena utrzymywała się przez kolejne 6 dekad i to od niej pochodzi nazwa utworzonej w 1873 roku rodziny Neobalenidae. Obecnie za właściwą nazwę rodzajową uznaje się Caperea.
Gatunek jest jedynym przedstawicielem rodzaju walenik (Caperea) utworzonego przez J.E. Graya w 1864 roku oraz jedynym żyjącym przedstawicielem podrodziny walenikowatych (Neobalaenidae). Ze względu na cechy różniące go od kuzynów (dwie bruzdy na spodzie przedniej części ciała, obecność płetwy grzbietowej) został zaklasyfikowany do odrębnej rodziny. Podobieństwa do walowatych traktuje się raczej jako wynik przystosowań do podobnego trybu życia.
Analiza kladystyczna przeprowadzona przez Biscontiego (2012) po opisaniu kopalnego gatunku Miocaperea pulchra zasugerowała, że te dwa gatunki należą do kladu Neobalaenidae, najbliżej spokrewnionego z rodziną walowatych (Balaenidae). Z kolei według analiz wykonanych m.in. przez Fordyce’a i Marksa (2013, 2015) Caperea marginata należy do grupy Cetotheriidae, uznawanej dotychczas za wymarłą w późnym miocenie. W takim ujęciu rodzina walenikowatych staje się podrodziną Neobalaeninae w obrębie Cetotheriidae.

### Etymologia
- Caperea: łac. capero „zmarszczyć, pomarszczyć”[16].
- Neobalaena: gr. νεος neos „nowy”; rodzaj Balaena Linnaeus, 1758 (wal)[17].
- marginata: łac. marginatus „graniczny, ostry”, od marginare „graniczyć”, od margo, marginis „granica, krawędź”[18].

## Tryb życia
Walenik mały prowadzi wodny tryb życia. Pływa zwykle wolno, osiągając prędkość od 3 do 8 węzłów (5,556 - 14,816 km/h), nie wiadomo, czy potrafi pływać szybciej. Osiąga natomiast imponujące przyśpieszenie. W przeciwieństwie do walowatych nie wyskakuje ponad wodę, co najwyżej wystawia głowę, nie uderza też ogonem o powierzchnię wody. Nurkując, nie wystawia wpierw płetwy nad wodę. Obserwowano osobniki zanurzające się w wodzie na kilka minut, ale nie wiadomo, jak długo mogą przebywać pod wodą.
Zwierzęta widywano zarówno samotnie, w parach matka z młodym, niewielkim grupach, jak i rzadziej większych skupiskach. Zdarzyło się zaobserwować grupę ponad 100 osobników. Zaniepokojone nadlatującym samolotem, zbiły się w ciasną grupę, poczynając krążyć w kierunku przeciwstawnym do ruchu wskazówek zegara. O wydawanych dźwiękach naukowcy dysponują niewielkimi danymi. Szczegółowe obserwacje poczyniono w zasadzie dla pojedynczej młodocianej samicy, która przez dwa miesiące pozostawała w okolicach portu na południu Australii. Osobniki komunikują się ze sobą, wydając niskie, przypominające uderzenia dźwięki o powolnie malejącej amplitudzie, wydawane dzięki specjalnej budowie krtani. Wspomniana samica wydawała głównie dźwięki w przedziale częstotliwości od 60 do 120 Hz, głośności od 153 do 167 dB. Postuluje się, że waleniki komunikują się również dotykowo, za pomocą włosów żuchwy.
Rozród walenika młodego jest bardzo słabo poznany. Nie wiadomo nawet, gdzie zwierzęta te przychodzą na świat. Przypuszcza się, że ma to miejsce w północnej, cieplejszej części zasięgu występowania, podobnie jak to ma miejsce u walowatych. Potwierdzałby to większy udział osobników młodych osiadających na mieliźnie choćby w Namibii. Kopulacji nigdy nie obserwowano, ale podejrzewano, że może dochodzić do konkurencji nasienia, jak to ma miejsce u walowatych. Nie wiadomo dokładnie ile trwa ciąża, być może około 10 miesięcy, albo i 12. Kończy się prawdopodobnie od kwietnia do października. Noworodek mierzy 2 m długości. Nie obserwowano nigdy urodzonych bliźniąt, ale znaleziono kiedyś w macicy dwa płody. Matka rodzi młode w wodzie, karmi je mlekiem płynącym z dwu umiejscowionych na tułowiu sutków, sprawuje nad nim opiekę. Młode trzyma się w odległości do 30 m od matki. Często wypływa na powierzchnię celem zaczerpnięcia powietrza. Bywa ciekawskie, podpływając do łodzi. Matka często trzyma się z nim w pobliżu brzegu, przez co nierzadko utykają na mieliznach. Młode ssie prawdopodobnie przez 5 miesięcy. Odstawiane od mleka mierzy 3,0–3,5 m. Nie wiadomo, w jakim wieku osiąga dojrzałość płciową, prawdopodobnie do rozmnażania przystępują zwierzęta przy długości 4,5–5,5 m. Nie wiadomo, jak często matka wydaje na świat kolejne waleniki.

## Rozmieszczenie geograficzne
Zasięg występowania tego gatunku jest słabo znany. Spotykany był w chłodnych wodach strefy umiarkowanej półkuli południowej. Spekuluje się, że prawdopodobnie występuje wokół bieguna południowego, niemniej w zimnych wodach wokół Antarktydy go nie spotkano. Zazwyczaj występuje on w wodach między 30 a 55 °S, niekiedy od 19 do 20 °S, ale tylko w chłodnych wodach, zapewnianych choćby przez Prąd Benguelski. IUCN wymienia następujące kraje, w wodach których występuje: Argentyna z Falklandami i Chile, Australia i Nowa Zelandia, RPA i Namibia. Najważniejsze miejsca spotkań osobników na płyciznach obejmują Wyspę Kangura, północny zachód Tasmanii, wyspę Stewart, Cieśninę Cooka i zatokę Hauraki. Skamieniałości odkryte we Włoszech i w Japonii dowodzą, że w plejstocenie przedstawiciele rodzaju Caperea występowali również na półkuli północnej. Ślady ugryzień rekinów mogą świadczyć o przebywaniu w cieplejszych wodach bardziej na północy. Natomiast nie wydaje się, by wzorem walowatych gatunek ten migrował na południe, by zakosztować w bogatszych zasobach planktonu.

## Ekologia
Walenik mały żyje w morzach, zarówno blisko brzegu, jak i na pełnym morzu. Często spotykano go wśród traw morskich, jak i w strefach upwellingu. Żyje w wodach chłodnych i umiarkowanych o temperaturze powierzchniowej od 5 do 20 °C. Może też okresowo przebywać w wodach cieplejszych, na co wskazują okrągłe blizny po atakach rekinów Isistius.
Pożywieniem tego zwierzęcia jest mezozooplankton (zooplankton osiągający rozmiary od 0,2 do 20 milimetrów). Walenik odcedza go za pomocą delikatnych, drobnych fiszbinów, co wskazuje na niewielką zdobycz. Nie dysponując kieszeniami żuchwy spotykanymi u płetwalowatych, musi pochłaniać pokarm raczej powierzchniowo, jak to czynią walowate, na zasadzie skimming (muśnięcia), a nie gulping (tzn. połykania zdobyczy jednym haustem). Na żywienie się pokarmem z powierzchni wskazują znajdowane w żołądkach pozostałości unoszących się na powierzchni wody piór. Nie można wykluczyć, że walenik pobiera również pokarm w głębinach. Młodociane osobniki niekiedy burzą wodę nad płytkim dnem. Konsumuje głównie skorupiaki, jak widłonogi i Euphasiidae. W żołądkach znajdywano równonogi. W ich menu wymienia się z widłonogów Calanoides carinatus, Calanus finmarchicus, Centropages brachiatus, z obunogów w niewielkich ilościach Themisto guadichaudii. Sugerowano, że waleniki gromadzą się w miejscach obfitego występowania Nyctiphanes australis i Calanus tonsus. Widywano żywiące się razem grupy ponad pół setki waleników.
Blizny wskazują na ugryzienia przez rekiny Isistius. Do pasożytów należą zaś tasiemce.

## Zagrożenia i ochrona
W przeciwieństwie do trzebionych przez wieki walowatych walenik mały nigdy nie stał się obiektem masowych polowań. Prawdopodobnie zadecydowały o tym skromniejsze rozmiary zwierzęcia, dostarczającego znacznie mniej zasobów od wala czy walenia. Poławiano go raczej przypadkowo bądź przy nadarzającej się okazji. W latach 30. XX wieku objęto go ochroną również przy okazji, wprowadzając zakaz połowu wszystkich walowatych, do której to rodziny go wtedy zaliczano. W latach 70. kilka osobników zabili rosyjscy wielorybnicy, uzasadniając to celami naukowymi. Walenik mały może też padać ofiarą zaplątania się w sieci, bądź w przyłowie. Doniesienia takie istnieją, ale stanowią rzadkość. Przeszkadzać mu też może hałas wywoływany przez ludzi. W badaniach wykazano odkładanie się w ciele tych zwierząt kadmu (w wątrobie 1,8–15 ppm, co wynikać może z odkładania się go w spożywanych widłonogach) i ołowiu (poniżej 4 ppm). Istnieją dwa doniesienia o towarzyszeniu waleników nurkom, najwyraźniej zaciekawionych ludźmi.
W efekcie bardzo ograniczonej wiedzy IUCN traktowała walenika jako gatunek o niewystarczających danych. Było tak jeszcze w 2008 roku. W 2018 roku IUCN zadecydowała, że pomimo niewystarczającej wiedzy prawdopodobieństwo istotnego zagrożenia da tego niepoddanego istotnej antropogenicznej presji gatunku jest niewielkie. W efekcie walenika małego uznano za gatunek najmniejszej troski (LC). Nie podejmuje się aktywnych metod jego ochrony. Obejmuje go załącznik I CITES i załącznik II CMS.